# Тебальди, Рената
Рената Тебальди (итал. Renata Tebaldi; 1 февраля 1922, Пезаро, Италия — 19 декабря 2004, Сан-Марино) — итальянская оперная певица (сопрано). Одна из выдающихся певиц XX века, предпочитала лирические и драматические роли в операх эпохи веризма. В прессе 1950-х и 1960-х годов много внимания уделялось её соперничеству с Марией Каллас.

## Биография
Рената Тебальди родилась 1 февраля 1922 года в Пезаро в семье Теобальдо Тебальди и Джузеппины Барбьери. Обучалась в Пармской консерватории у Итало Бранкуччи и Этторе Кампогаллиани. Затем продолжила обучение в Консерватории имени Д. Россини в родном Пезаро у Кармен Мелис. Именно в Пезаро она познакомилась с тенором Марио дель Монако, с которым впоследствии часто выступала; известно не менее 17 их совместных оперных записей.
Дебютировала на оперной сцене в 1944 году в опере «Мефистофель» А. Бойто в театре города Ровиго. В 1946 году вошла в труппу театра «Ла Скала» после участия в торжественном концерте по поводу открытия театра после Второй мировой войны. На этом концерте дирижировал Артуро Тосканини, назвавший Тебальди обладательницей ангельского голоса.
В Метрополитен Опера дебютировала 31 января 1955 года в партии Дездемоны в опере «Отелло» Д. Верди (партию Отелло пел Марио Дель Монако). Тебальди выступала в этом театре в течение 18 лет, спев в 270 спектаклях. С 1955 по 1965 год она также регулярно пела на сцене Лирической оперы в Чикаго. Сотрудничала с такими дирижёрами, как Туллио Серафин, Герберт фон Караян, Ламберто Гарделли, Георг Шолти, Карл Бём, Джеймс Ливайн. Снималась в киноверсиях знаменитых опер.
В 1955 году она выступила в опере «Тоска» в Королевском оперном театре Ковент-Гарден в Лондоне. В 1958—1960 годах выступала в Венской государственной опере в операх «Тоска» Пуччини, «Отелло» и «Аида» Верди, «Андре Шенье» Джордано. Неоднократно выступала также в Париже, Барселоне, Берлине, Штуттгарте, Мехико, Филадельфии, Токио. Последнее сценическое выступление Ренаты Тебальди состоялось в 1973 году на нью-йоркской сцене в опере «Отелло».
После завершения сценической карьеры Тебальди занималась концертной деятельностью. В 1975 году гастролировала в СССР, дав концерты в Москве, Ленинграде и Киеве. В 1976 году завершила творческую деятельность.
Театр «Ла Скала» организовал 28 февраля 2002 года вечер, посвященный 80-летию Ренаты Тебальди. Благодаря строгому режиму она в течение долгих лет умела сохранять отличную форму. Когда незадолго до своего 50-летия артистка стала страдать от излишней полноты, то за несколько месяцев сумела сбросить более двадцати лишних килограммов веса и снова предстала перед публикой в обычной элегантной форме.

## Репертуар
- Елена, Маргарита — «Мефистофель» А. Бойто
- Валли — «Валли» А. Каталани
- Татьяна — «Евгений Онегин» П. Чайковского
- Адриенна Лекуврер — «Адриенна Лекуврер» Ф. Чилеа
- Мадлен де Куаньи — «Андреа Шенье»	У. Джордано
- Федора — «Федора» У. Джордано
- Маргарита — «Фауст» Ш. Гуно
- Клеопатра — «Юлий Цезарь в Египте» Г. Генделя
- Сантуцца — «Сельская честь» П. Масканьи
- Сюзель — «Друг Фриц» П. Масканьи
- Графиня Альмавива — «Свадьба Фигаро» В. Моцарта
- Донна Эльвира — «Дон Жуан» В. Моцарта
- Джоконда — «Джоконда» А. Понкьелли
- Манон Леско — «Манон Леско» Д. Пуччини Тебальди в образе Чио-Чио-Сан в опере Пуччини «Мадам Баттерфляй», 1960-е
- Мими — «Богема» Д. Пуччини
- Флория Тоска — «Тоска» Д. Пуччини
- Чио-Чио-Сан — «Мадам Баттерфляй» Д. Пуччини
- Минни — «Девушка с запада» Д. Пуччини
- Жоржетта — «Плащ» (Триптих) Д. Пуччини
- Сестра Анжелика — «Сестра Анжелика» (Триптих) Д. Пуччини
- Лауретта — «Джанни Скикки» (Триптих) Д. Пуччини
- Лю — «Турандот» Д. Пуччини
- Сесилия — «Сесилия» Л. Рефиса
- Памира — «Осада Коринфа»	Д. Россини
- Матильда — «Вильгельм Телль» Д. Россини
- Олимпия — «Олимпия» Г. Спонтини
- Жанна Д’Арк — «Жанна Д’Арк» Д. Верди
- Леонора — «Трубадур» Д. Верди
- Виолетта Валери — «Травиата» Д. Верди
- Амелия — «Симон Бокканегра» Д. Верди
- Амелия — «Бал-маскарад» Д. Верди
- Елизавета Валуа — «Дон Карлос» Д. Верди
- Леонора — «Сила Судьбы» Д. Верди
- Аида — «Аида» Д. Верди
- Дездемона — «Отелло» Д. Верди
- Алиса Форд — «Фальстаф» Д. Верди
- Елизавета — «Тангейзер» Р. Вагнера
- Эльза — «Лоэнгрин» Р. Вагнера
- Ева — «Нюрнбергские мейстерзингеры» Р. Вагнера

## Голос и признание
Итальянцы путём голосования включили Тебальди в список 150 самых популярных итальянцев (опрос проводился по инициативе итальянского бумажного бренда Fabriano Boutique по случаю 150-летия объединения Италии в 2011 году). Введена в Зал славы журнала Gramophone. 
Восторженные отзывы о вокальных данных Тебальди оставили многие дирижёры в диапазоне от Артуро Тосканини до Риккардо Мути. Её партии в операх Пуччини считаются эталонными; отмечается также её преданность традициям итальянской вокальной школы. В книге «Вокальные параллели» выдающийся тенор довоенного времени Лаури-Вольпи писал:
Пение Ренаты Тебальди навевает покой и ласкает ухо, оно полно мягких оттенков и светотеней. Личность её растворена в её вокале подобно тому, как сахар растворяется в воде, делая её сладкой и не оставляя видимых следов… <...> В начале карьеры у Тебальди были и недостатки. Например, небольшое дрожание верхних нот, и их необходимо было стабилизировать. Природа, даже если она щедра, не даёт всего окончательно.
Муслим Магомаев уподоблял Тебальди советскую певицу Марию Биешу: «Та же редкая красота ровного по всему диапазону и беспредельного по возможностям голоса, мягкость, сочность звучания и необыкновенная пластичность».